# Books 4 Life
Books 4 Life is een ngo, bestaande uit autonome stichtingen die samen een keten van ideële tweedehands boekwinkels vormen. Er zijn (anno 2021) zes vestigingen in Nederland en twee in Oostenrijk. Het concept is afgeleid van de Oxfam-winkels in Groot-Brittannië, die in Nederland niet bestaan. De opbrengsten worden geschonken aan Amnesty International (25%), Oxfam Novib (25%) en lokale goede doelen (50%).

## Ontstaan
De eerste Books 4 Life winkel werd in februari 2005 geopend op de campus van de Universiteit van Tilburg. Het concept is verspreid via universiteiten, met vestigingen in Groningen, Amsterdam, Eindhoven, Utrecht en Nijmegen. In april 2010 opende de eerste internationale vestiging in Graz en de tweede in 2012 in Wenen, beide in Oostenrijk.